# Корбу (Вилча)
Корбу (рум. Corbu) — село у повіті Вилча в Румунії. Адміністративно підпорядковане місту Брезой.
Село розташоване на відстані 176 км на північний захід від Бухареста, 29 км на північ від Римніку-Вилчі, 119 км на північ від Крайови, 110 км на захід від Брашова.

## Населення
За даними перепису населення 2002 року у селі проживали 50 осіб, усі — румуни. Усі жителі села рідною мовою назвали румунську.